# Древнее царство
Древнее царство — период в истории Древнего Египта, охватывающий правление фараонов III—VI династий. В это время в Египте сформировалось централизованное сильное государство, наблюдался экономический, военно-политический и культурный расцвет страны.
Отделение Древнего царства от предшествовавшего ему Раннего царства, или раннединастического периода, является условным: III династия, с которой начинается Древнее царство, родственна II, а столицей Египта оставался Мемфис.

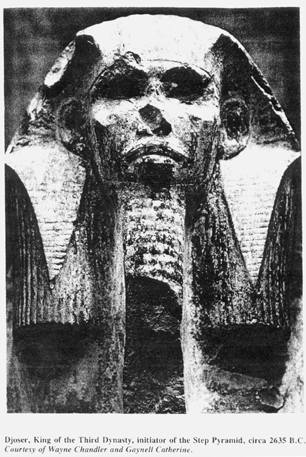
Статуя Джосера из Саккары. III династия, 2635—2611 до н. э. Каирский египетский музей

Однако существенные изменения произошли в архитектуре: вместо мастаб в качестве усыпальниц фараонов начали возводиться египетские пирамиды, на постройку которых (как и других сооружений монументальной архитектуры) мобилизировались массы крестьян и ремесленников.

## Развитие государства
Старые интерпретации, пытавшиеся представить систему власти в Египте времён Древнего царства как жёсткую иерархическую структуру во главе с самодержцем-фараоном, являются анахроничными и основаны на традиционном для Европы стереотипном представлении о восточных обществах как о тоталитарных деспотиях, основанных на безграничной, всепроникающей власти правителя над подданными. На самом деле централизация страны только начиналась, и центральная власть имела мощный противовес в лице покорённых, но не растерявших до конца своего могущества региональных элит, а также жречества. Номархи, формально считавшиеся наместниками фараона, сохраняли значительную власть на местах, включая собственные военные отряды, а впоследствии даже основывали свои собственные локальные династии, зависимость которых от центрального правительства ограничивалась формальным признанием верховенства и выплатой налогов.
По сути, Египет времён Древнего царства был достаточно рыхлым объединением самоуправляющихся сельскохозяйственных общин, точками соприкосновения между которыми были лишь выплата налогов на содержание администрации, создание общего «страховочного» резерва зерна на случай неурожая, участие в совместных ирригационных проектах и иных общественных работах, таких как строительство царской усыпальницы, что считалось ритуально необходимым для поддержания нормального функционирования хозяйственной системы. В хозяйственную деятельность самих общин центральная власть практически не вмешивалась, ограничиваясь признанием за фараоном номинального права верховной собственности на землю (фараон формально «наделял» общину и без того принадлежавшей ей фактически землёй, выступая таким образом в качестве гаранта её прав). Система общинного землепользования египетских крестьян (феллахов) мало менялась в течение тысячелетий, пережив греческое, римское и арабское завоевания страны и уступив лишь развитию капиталистических отношений в XX веке, что указывает на глубокую древность данного института и его высокую степень автономности от центральной власти.
Как это часто было в аграрных цивилизациях Востока, власть фараона (то есть его «профессиональные обязанности», а не личность) обожествлялась, так как строгое соблюдение им предписанных ритуалов считалось необходимым для нормального течения природных циклов, влияющих на земледелие — отсюда обожествление фигуры правителя как воплощения бога Хора и сына бога Ра, в силу своей должности наделённого мистической силой, в первую очередь, способностью говорить с богами. Однако как только сильная и долгая засуха расшатала хозяйство Египта, вина за природный катаклизм была возложена в массовом сознании на центральное правительство и лично фараона, в стране начались беспорядки, и вскоре Древнее царство прекратило своё существование, начался Первый переходный период с распадом на 42 отдельных округа-нома.
Хозяйство в период Древнего царства основывалось на земледелии. Объединение дельты и долины в едином государстве дало возможность усовершенствовать оросительную систему, основу земледелия. В Нижнем Египте получило распространение выращивание ячменя. В болотах поморья были распространены птицеводство и рыболовство. Хорошо было развито и садоводство; сорта плодовых культур назывались по городам Нижнего Египта. Верхний Египет был центром зернового хозяйства; из Верхнего Египта зерно на специальных судах отправляли вниз по Нилу. В Верхнем Египте также было развито скотоводство на тучных пастбищах по берегам Нила. Египтяне пытались приручать для откормки антилоп, газелей, козерогов. Из птиц разводили уток, гусей, голубей, журавлей.
Уже в Древнем царстве египтяне выращивали овощи (корнеплоды, лук, чеснок, салат и др.). Большое значение имели льноводство и виноградарство.
При раскопках было обнаружено множество использовавшихся в Древнем царстве орудий из камня и меди. Благодаря широкому применению медных орудий получило развитие строительство из мягкого камня (известняка). Медь в Древнем царстве использовалась мягкая, без примеси олова, поэтому, например, действие пил приходилось усиливать с помощью твёрдого песка; по этой же причине медные орудия быстро изнашивались. Метеоритное железо было известно египтянам уже в период Древнего царства, однако массового применения в производстве оно в это время не получило.
Сложившаяся в Древнем царстве система государственного управления, предполагающая ничем не ограниченную власть обожествлённого монарха, опирающегося на разветвлённый аппарат многочисленных чиновников, определяется как древневосточная деспотия, тем более, что некоторые фараоны сидели на троне много лет. Например, Пепи II из VI династии согласно историку Манефону правил 94 года — это длиннейшее царствование в мировой истории (Людовик XIV правил лишь 72 года). Однако на самом деле правление Пепи II было периодом сильного ослабления центральной власти, регионального сепаратизма и могущества номархов, которые вновь образовали свои собственные локальные династии, а всего через несколько десятилетий после его смерти страна скатилась в пучину гражданской войны, ставшей концом Древнего царства.
После прекращения VI династии власть мемфисских царей становится номинальной. Современники воспринимали эти события как конец света. Страна распадается на множество самостоятельных княжеств, состоящих из одного или нескольких номов. Эпоху Древнего царства сменяет вековой период упадка и раздробленности Древнего Египта (первый переходный период), а затем — Среднее царство, датируемое между 2040 и 1783 (или 1640) до н. э.

## Хронология Древнего царства
| Дата                     | Событие |
| ------------------------ | --- |
| ок. 2707 — 2150 до н. э. | Древнее царство в Египте (III—VI династии) и первый его расцвет. Сформированные архаические отношения с натуральным хозяйством и «рабовладельческое» государство (рабов относительно немного, преимущественно военнопленные), регулярная армия отсутствует. Доминирование поклонения эннеады бога Солнца Ра (храм в Гелиополисе), вытеснившего более древнего бога Атума. На почве гелиопольской системы верований складывается дальнейшая абсолютизация власти фараона, начиная с IV династии, почитаемого как сын Ра и земное воплощение Гора. Быстрое развитие культуры, основанной на вере в потустороннюю жизнь, и искусств. Создаются знаменитые древнеегипетские пирамиды и многие храмы. Начало проникновения египтян на Синай, в Ливию, Финикию (порт Библ становится центром египетской торговли) и Палестину. |
| ок. 2707 — 2639 до н. э. | III династия египетских правителей. |
| ок. 2707 — 2690 до н. э. | Правление фараона Санахта (III династия). Основание Древнего царства. |
| ок. 2690 — 2670 до н. э. | Правление в Египте фараона Джосера — «Золотой век» Древнего царства в Египте. Создание придворными учеными первого солнечного календаря. Деятельность ученого, зодчего и лекаря жреца Имхотепа, по планам которого построена первая шестиступенчатая пирамида — Джосера в Саккаре (близ Мемфиса). |
| ок. 2670 — 2663 до н. э. | Правление фараона Сехемхета. |
| ок. 2663 — 2657 до н. э. | Правление фараона Хаба. |
| ок. 2657 — 2639 до н. э. | Правление фараона Хуни. Последний фараон III династии. |
| ок. 2613 — 2467 до н. э. | IV династия египетских правителей. Сильное централизованное государство, позволившее построить великие пирамиды Гизы (Хеопса, Хафры и Микерина) — первые из семи чудес света. Культ Ра, объявленного отцом фараонов, становится государственной религией. |
| ок. 2613 — 2589 до н. э. | Правление фараона Снофру. Подъём могущества Египетского государства. Сооружение «Ромбовидной» и «Розовой» пирамид в Дашхуре. |
| ок. 2595 до н. э.        | Египетский фараон Снофру предпринимает один из первых успешных походов в Нубию, принесший большое количество пленных. |
| ок. 2589 — 2566 до н. э. | Правление фараона Хуфу (Хеопс). Возведение по планам зодчего Хемиуна гладкосторонней Великой пирамиды на плато в Гизе (Эль-Гизе) высотой 146,6 м (ныне 136 м). |
| ок. 2566 — 2558 до н. э. | Правление фараона Джедефра. Начинает строительство пирамиды в Абу-Роаш. |
| ок. 2558 — 2532 до н. э. | Правление в Египте фараона Хафры (Хефрена). Построена вторая по величине пирамида Гизы. Создан Великий Сфинкс. |
| ок. 2532 — 2503 до н. э. | Правление фараона Микерина (Менкаура). Построена третья пирамида в Эль-Гизе. |
| ок. 2503 — 2498 до н. э. | Правление фараона Шепсескафа. Последний фараон IV династии. |
| ок. 2494 — 2345 до н. э. | Правление фараонов V династии. |
| ок. 2494 — 2487 до н. э. | Правление фараона Усеркафа. Строит пирамиду в Саккара, вблизи пирамиды Джосера. |
| ок. 2487 — 2475 до н. э. | Правление фараона Сахура. |
| ок. 2475 — 2465 до н. э. | Правление фараона Нефериркара Какаи. |
| ок. 2465 — 2460 до н. э. | Правление фараона Шепсескара. |
| ок. 2460 — 2458 до н. э. | Правление фараона Неферефра. |
| ок. 2458 — 2422 до н. э. | Правление фараона Ниусерра. |
| ок. 2422 — 2414 до н. э. | Правление фараона Менкаухора. |
| ок. 2414 — 2375 до н. э. | Правление фараона Джедкара Исеси. |
| ок. 2375 — 2345 до н. э. | Правление фараона Униса — последний фараон V династии. Появление «Текстов пирамид». |
| ок. 2345 — 2150 до н. э. | Правление фараонов VI династии. |
| ок. 2345 — 2337 до н. э. | Правление фараона Тети. |
| ок. 2337 — 2335 до н. э. | Правление фараона Усеркара. |
| ок. 2335 — 2285 до н. э. | Правление фараона Пепи I. При помощи нубийских наемников покорена Южная Сирия до горы Кармель. |
| ок. 2300 до н. э.        | Создание египетской иератической (жреческой) письменности — упрощенной версии иероглифической. |
| ок. 2285 — 2279 до н. э. | Правление фараона Меренра I. |
| ок. 2278 — 2184 до н. э. | Правление фараона Пепи II, длившееся 94 года, — длиннейшее в истории. |
| ок. 2184 — 2183 до н. э. | Правление фараона Меренра II. |
| ок. 2152 — 2150 до н. э. | Правление царицы Нитокрис (Нейтикерт) — конец Древнего царства. |